# Włodzimierz Kulej
Włodzimierz Kulej (ur. 1955 r., zm. 7 czerwca 2023 r.) – polski malarz, rysownik i grafik oraz wykładowca akademicki.

## Życiorys
Urodzony w 1955 r. Studiował na Wydziale Wychowania Artystycznego Wyższej Szkoły Pedagogicznej w Częstochowie. W 1985 r. uzyskał dyplom u prof. Leona Macieja. W 1990 r. podjął pracę w Zakładzie Malarstwa i Rysunku Instytutu Plastyki na macierzystej uczelni jako dydaktyk, a także obronił doktorat. Od 1995 r. pracował na stanowisku adiunkta, w tym samym roku w Państwowej Wyższej Szkole Sztuk Plastycznych we Wrocławiu kwalifikacje l stopnia w malarstwie, a następnie uzyskał habilitację (2004 r.) w zakresie malarstwa, obejmując stanowisko profesora malarstwa i rysunku (2005 r.).
Wraz ze śp. Dariuszem Słotą prowadził pracownię 124 na Wydziale Sztuki UJD. Spod ich skrzydeł wyszło wielu świetnych artystów, między innymi dzisiejsi pracownicy Wydziału. 
Jako artysta działał w dziedzinach malarstwa, rysunku i grafiki. Wystawiał na ok. 100 wystawach indywidualnych i brał udział w kilkuset zbiorowych. Od 2000 r. był członkiem kapituły Nagrody Prezydenta Miasta Częstochowy w dziedzinie sztuki. 
Zmarł 7 czerwca 2023 r. i został pochowany na cmentarzu komunalnym w Częstochowie.

## Nagrody i wyróżnienia:
- 1985 – Wyróżnienie w V Ogólnopolskim Konkursie Malarstwa im. R. Pomorskiego, BWA Katowice[3].
- 1987 – II Nagroda i stypendium MKiSZ w Konkursie Malarstwa im. J. Spychalskiego, BWA Poznań[3].
- 1988 – Grant Prix na Festiwalu Polskiego Malarstwa Współczesnego, BWA Szczecin[3].
- 1991 – Nagroda Główna Ministra Kultury i Sztuki na I Triennale Sztuki Sacrum, BWA Częstochowa[3].
- 1993 – Nagroda Prezydenta Miasta Częstochowy w dziedzinie kultury za całokształt twórczości[3].
- 1997 – Wyróżnienie w II Jesiennym Salonie Plastyki, BWA Ostrowiec Świętokrzyski[3].
- 2014 – Wyróżnienie w konkursie malarskim „Quadro Art”, ZPAP Łódź[3].